# Peter Rauhofer
Peter Rauhofer (Viena, 29 de abril de 1965 - Nueva York, 7 de mayo de 2013) fue un DJ y productor de extensa trayectoria en la música electrónica. También fue conocido por sus diversos aliases como Club 69, Danube Dance, Dirty Monkey, Saxmachine y Size Queen. Además de su actividad como DJ, también lo llevó a desempeñarse como productor musical, lanzó varios álbumes de estudio y canciones remezcladas para reconocidos artistas como Offer Nissim, Madonna, Britney Spears, Cher, Seal, Depeche Mode, Mariah Carey, Whitney Houston, Janet Jackson y Christina Aguilera entre otros. Fue propietario del sello especializado en house tribal Star 69. En 2000 ganó un Premio Grammy al mejor remixer del año por su remezcla de "Believe" de Cher.

## Biografía
Rauhofer comenzó a trabajar para el sello austríaco GiG Records. Sus primeros éxitos fueron bajo el nombre de "Club 69" y se convirtió en uno de los más solicitados luego de destacarse por sus remezclas en su generación. A partir de 1995 se radicó en Nueva York, donde se hizo muy popular dentro de la escena gay de aquella ciudad además fue el DJ residente del club Roxy hasta su cierre en 2007. Entre otras actividades relacionadas con el colectivo LGTB, Peter ha sido habitué de las fiestas 'Circuit' y de la 'White Party' en Miami donde también ha participado en recaudación de fondos contra el Sida a través de la fundación Care Resource. A finales de 1990, sus remixes han sido ampliamente conocido en los clubes estadounidenses. The Collaboration fue un proyecto musical encabezado por Rauhofer siendo su primer producción lanzada en 1999, "Do It Properly" producida junto a Victor Calderone con Deborah Cooper en las voces. También bajo este nombre lanzó "Break 4 Love" con la colaboración de Pet Shop Boys el cual alcanzó el número uno del Hot Dance Club Songs en 2001. Desde hace 2008 el sello Star 69 Records de Peter Rauhofer fue distribuido digitalmente por Feiyr.
En abril de 2013, Peter Rauhofer fue diagnosticado de cáncer después de manifestar dolores provocados por lo que ha resultado ser un tumor cerebral. El 7 de mayo de 2013 su mánager y amigo anuncia en su página oficial de Facebook el fallecimiento de Rauhofer.

## Discografía

### Sencillos
- 1990: "Play Now" (como Club 69)
- 1992: "Let Me Be Your Underwear" (como Club 69)
- 1993: "Take A Ride" (como Club 69)
- 1995: "Diva" feat. Kim Cooper (como Club 69)
- 1997: "Much Better / Drama"
- 1997: "Drama" feat. Kim Cooper (como Club 69)
- 1998: "Muscles" feat. Suzanne Palmer (como Club 69)
- 1998: "Alright" feat. Suzanne Palmer (como Club 69)
- 1999: "Tainted Love" (Soft Cell vs. Club 69)
- 2001: "Aura Tribe (Can You Feel It)" (Pres. DAN-Q)
- 1999: "Do It Properly" (The Collaboration)
- 2001: "Break 4 Love" (The Collaboration feat. Pet Shop Boys)
- 2003: "This Is My House"
- 2004: "Unique"
- 2005: "You Got To Believe (What Happens Next)"
- 2006: "Believe In Me"
- 2010: "The DJ's List"
- 2012: "The World Is Mine" (con Zander Bleck)
- 2013: "Real Bitch"

## Remixes
Lista seleccionada
- "4 Minutes" (Madonna & Justin Timberlake)
- "All the Lovers" (Kylie Minogue)
- "American Life" (Madonna)
- "Apologize" (OneRepublic)
- "Bad Romance" (Lady Gaga)
- "Beautiful" (Christina Aguilera)
- "Believe" (Cher)
- "Blue Monday" (Orgy)
- "Body" (Funky Green Dogs)
- "Celebrate" (Mika)
- "Dance Naked" (Aaron-Carl Ragland)
- "Da Ya Think I'm Sexy?" (Rod Stewart)
- "Der Kommissar" (Falco)
- "Diamonds" (Rihanna)
- "Din Da Da" (Kevin Aviance)
- "Discoteka" (Starkillers)
- "Don't Give Up" (Chicane)
- "Don't Stop the Music" (Rihanna)
- "Don't U Worry" (Swedish House Mafia)
- "Fascinated" (Suzanne Palmer)
- "Fired Up" (Funky Green Dogs)
- "Filthy Mind" (Amanda Ghost)
- "Fire with Fire" (Scissor Sisters)
- "Five Fathoms" (Everything But The Girl)
- "Flavor" (Tori Amos)
- "Found a Cure" (Ultra Nate)
- "Get a Job" (Gossip)
- "Get It Together" (Seal)
- "Get Together" (Madonna)
- "Gimme More" (Britney Spears)
- "Give Me Danger" (Dangerous Muse)
- "Greatest Love of All" (Whitney Houston)
- "He Wasn't Man Enough" (Toni Braxton)
- "Hide U" (Suzanne Palmer)
- "How Would You Feel" (David Morales)
- "Hurt Me So Bad" (Lulu)
- "I Didn't Know My Own Strength" (Whitney Houston)
- "I Don't Know What You Want But I Can't Give It Anymore" (Pet Shop Boys)
- "I Heart You" (Toni Braxton)
- "Impressive Instant" (Madonna)
- "I Think I'm in Love with You" (Jessica Simpson)
- "It's No Good" (Depeche Mode)
- "It's Not Right, But It's Okay" (Whitney Houston)
- "I Will Go With You" (Donna Summer)
- "Just a Little While" (Janet Jackson)
- "Killer" (Seal)
- "Let's Have a Kiki" (Scissor Sisters)
- "Let the Music Use You Up" (Celeda)
- "Looking For Love" (Karen Ramirez)
- "Lose My Breath" (Destiny's Child)
- "Love That Man" (Whitney Houston)
- "Maneater" (Nelly Furtado)
- "Me Against The Music" (Britney Spears feat. Madonna)
- "Miles Away" - (Madonna)
- "Million Dollar Bill" (Whitney Houston)
- "Mother and Father" (Madonna)
- "Nasty Girl" (Inaya Day)
- "Nobody Knows Me" (Madonna)
- "Nobody's Supposed To Be Here" (Deborah Cox)
- "Nothing Fails" (Madonna)
- "Nothing Really Matters" (Madonna)
- "Only Girl (In the World)" (Rihanna)
- "Only the Horses" (Scissor Sisters)
- "Ooh La La" (Goldfrapp)
- "Paparazzi" (Lady Gaga)
- "Relax" (Frankie Goes to Hollywood)
- "Safe From Harm" (Narcotic Thrust)
- "Say It Right" (Nelly Furtado)
- "Say Somethin'" (Mariah Carey)
- "She Wolf" (Shakira)
- "Somebody That I Used to Know" (Gotye feat. Kimbra)
- "Skyfall" (Adele)
- "Situation" (Yazoo)
- "Skin" (Charlotte)
- "Smalltown Boy" (Bronski Beat)
- "Strict Machine" (Goldfrapp)
- "Strong Enough" (Cher)
- "Surreal" (Ayumi Hamasaki)
- "Take a Picture" (Filter)
- "Timebomb" (Kylie Minogue)
- "The Underground" (Celeda)
- "Till Tonight" (Laidback Luke)
- "Time" (MURK)
- "Toxic" (Britney Spears)
- "Try" (Pink)
- "Turn It Up" (Paris Hilton)
- "Up and Down" (Vengaboys)
- "We Belong Together" (Mariah Carey)
- "We Found Love" (Rihanna)
- "What About Us?" (Brandy)
- "What Happens Tomorrow" (Duran Duran)
- "Wrong" (Depeche Mode)
- "Yang Yang" (Yoko Ono)